# Уравнение Бертло
Уравнение Бертло́ — двухпараметрическое уравнение состояния реального газа, опубликованное Д. Бертло в 1899 году как модификация уравнения Ван-дер-Ваальса.
Уравнение может быть записано в виде:
{\displaystyle RT=\left(p+{\frac {a}{Tv^{2}}}\right)\left(v-b\right).}
В критических точках можно считать, что {\displaystyle \left.{\frac {\partial p}{\partial v}}\right|_{T=T_{c}}=0}, и {\displaystyle \left.{\frac {\partial ^{2}p}{\partial v^{2}}}\right|_{T=T_{c}}=0}, что приводит к значениям коэффициентов a и b:
{\displaystyle a=3T_{c}p_{c}v_{c}^{2},}
{\displaystyle b={\frac {v_{c}}{3}},}
при заданном критическом коэффициенте сжимаемости газа
{\displaystyle {\frac {p_{c}v_{c}}{RT_{c}}}={\frac {3}{8}}=0.375,}
где p — давление, T< — температура и R — универсальная газовая постоянная. Tc' — критическая температура, pc — давление и Vc — объём в критической точке.
Д. Бертло, также предложил уравнение состояния для низких давлений:
{\displaystyle p={\frac {RT}{v}}\left(1+{\frac {9}{128}}{\frac {pT_{c}}{p_{c}T}}\left(1-{\frac {6T_{c}^{2}}{T^{2}}}\right)\right).}